# Lisa Film
Lisa Film est une société de production de cinéma et de télévision austro-allemande.

## Histoire
L'acteur Paul Löwinger fonde sa société en 1964 pour renouveler le Heimatfilm, mais face au déclin du genre, il se tourne vers les films érotiques. Il est soutenu par le producteur Karl Spiehs. En 1967, il acquiert 50 % des actions de la société et en devient le dirigeant à la place de Löwinger. Elle s'installe à Munich. Angelika Ott, l'épouse de Spiehs, actrice du Löwinger-Bühne, joue dans la plupart des productions de Lisa Film dans les années 1960 et 1970.
Au milieu des années 1970, Spiehs crée une filiale de distribution, Residenz-Film, qui, en plus de ses propres films, diffuse des films étrangers. Dans les années 1980, elle prend le nom de Tivoli.
Pendant la révolution sexuelle, Lisa Film devient l'une des sociétés de production les plus importantes en Allemagne. À côté de nombreux films érotiques, elle crée des comédies grossières comme Die Supernasen qui sont des succès populaires.
Depuis le milieu des années 1980, Lisa Film change souvent de genres pour ses productions de cinéma et de télévision. Elle produit les séries Ein Schloß am Wörthersee, Das Traumhotel, Les Enquêtes d'Agatha ou Meurtres en haute société.
Après Karl Spiehs, la société est dirigée par Gerald Podgornig et Thomas Hroch, un petit-fils de Spiehs ; David Spiehs, un fils de Karl Spiehs, est directeur de production. En février 2012, une nouvelle équipe autour de David Spiehs et Ernest Gabmann prend la direction. Thomas Hroch et Gerald Podgornig sont affectés sur les filiales Mona à Vienne et Tivoli à Bad Homburg vor der Hohe.

## Filmographie partielle
- 1966 : Les Colts de la violence
- 1967 : Les Salauds se portent bien (de)
- 1967 : Das Rasthaus der grausamen Puppen
- 1968 : Engel der Sünde
- 1968 : Immer Ärger mit den Paukern
- 1968 : Paradies der flotten Sünder
- 1969 : 69 Liebesspiele
- 1969 : Au secours j'aime des jumelles ! (de)
- 1969 : Ehepaar sucht gleichgesinntes
- 1969 : Les Vierges folichonnes
- 1969 : Blanche-Neige et les sept...
- 1969 : Les petites chattes sont toutes gourmandes
- 1970 : Wenn du bei mir bist
- 1970 : Quand les profs s'envolent
- 1970 : Musik, Musik – da wackelt die Penne
- 1970 : Wer zuletzt lacht, lacht am besten
- 1970 : L'Entrejambe
- 1971 : L'Homme qui vient de la nuit
- 1971 : Wenn mein Schätzchen auf die Pauke haut
- 1971 : Tante Trude aus Buxtehude
- 1971 : Je suis une vicieuse
- 1971 : Kinderarzt Dr. Fröhlich
- 1971 : Die Kompanie der Knallköppe
- 1971 : Jeux d'amour chez les jeunes filles (de)
- 1972 : Les Émotions particulières
- 1972 : Vendredi sanguinaire
- 1973 : Ce que les étudiantes ne racontent pas
- 1973 : Geh, zieh dein Dirndl aus
- 1973 : Die blutigen Geier von Alaska
- 1973 : Crazy – total verrückt
- 1973 : Tiens ta bougie droite
- 1973 : Auf der Alm, da gibt's koa Sünd
- 1974 : Alpenglühn im Dirndlrock
- 1975 : Drei Bayern in Bangkok
- 1976 : Delicia, ou la croisière des caresses
- 1977 : C'est à vous tout ça ?
- 1977 : Trois Suédoises en Haute-Bavière
- 1977 : Le Triangle de Vénus
- 1978 : Love-Hotel in Tirol
- 1978 : Graf Dracula in Oberbayern
- 1979 : Disco Fieber
- 1979 : Die Schulmädchen vom Treffpunkt Zoo
- 1980 : Sadomania
- 1980 : Chasseur de l'enfer
- 1980 : Banana Joe
- 1981 : Piratensender Powerplay
- 1981 : Ein Kaktus ist kein Lutschbonbon
- 1981 : Linda
- 1982 : Babystrich im Sperrbezirk
- 1983 : Sunshine Reggae auf Ibiza (de)
- 1984 : Schulmädchen ’84
- 1984 : Her mit den kleinen Schweinchen
- 1984 : Die Supernasen
- 1985 : Mama Mia. Nur keine Panik
- 1985 : Die Einsteiger
- 1986 : Zärtliche Chaoten
- 1986 : Geld oder Leber (de)
- 1988 : Starke Zeiten (de)
- 1989 : Eine Frau namens Harry

## Source de traduction
- (de) Cet article est partiellement ou en totalité issu de l’article de Wikipédia en allemand intitulé « Lisa Film » (voir la liste des auteurs).